# Giuseppe Saro
Giuseppe Ferruccio Saro (Udine, 21 aprile 1951) è un politico e agronomo italiano.

## Biografia
Sindaco di Martignacco dal 1975 al 1985
Consigliere regionale della Regione Friuli-Venezia Giulia dal 1983 al 2001.
Dal 1988 al 1992 è Assessore regionale all'industria. Dal 14 gennaio 1992 al 4 agosto 1993 è vicepresidente della Regione Friuli-Venezia Giulia e Assessore all'Industria per il Partito Socialista Italiano nella Giunta di Vinicio Turello (Democrazia Cristiana). Dal 22 marzo 1993 è Assessore regionale al Lavoro, Cooperazione e Artigianato.
È stato capogruppo in consiglio regionale e segretario regionale del Partito Socialista Italiano dal 1985 al 1992. È stato capogruppo di Forza Italia in consiglio regionale dal 1998 al 2001 e segretario provinciale dal 2001 al 2003.
È stato eletto deputato di Forza Italia in Friuli-Venezia Giulia nel 2001, divenendo membro dapprima della 5ª commissione permanente Bilancio e successivamente della 6ª commissione permanente Finanze e Tesoro.
Nel 2003 è candidato presidente della regione Friuli-Venezia Giulia alle elezioni regionali con la lista Libertà e Autonomia, nata in dissenso rispetto al centrodestra dopo la scelta di Forza Italia di sostenere la candidatura della leghista Alessandra Guerra. La candidatura di Saro ottenne il 3,51% dei consensi, senza eleggere alcun consigliere.
Alle elezioni politiche del 2006 è stato eletto senatore per il Movimento per l'Autonomia, in Liguria. Nella XV Legislatura membro della 1ª commissione permanente Affari Costituzionali e della 9ª commissione permanente Agricoltura e Produzione Agroalimentare.
Nel 2008 viene rieletto al Senato nelle file del Popolo delle Libertà.